# Incendios forestales en California de 2017
Los incendios forestales del norte de California de octubre de 2017 (también conocidos como la tormenta de fuego del norte de California, los incendios de North Bay Fires y los incendios de Wine Country) fueron una serie de 250 incendios forestales que comenzaron a arder en todo el estado de California, Estados Unidos, a partir de principios de octubre de ese año. 21 se convirtieron en grandes incendios que quemaron al menos 245 000 acres (99 148 hectáreas).
Los incendios forestales estallaron en los condados de Napa, Lake, Sonoma, Mendocino, Butte y Solano durante condiciones climáticas severas propicias para los incendios, lo que provocó una advertencia de alerta roja para gran parte del área del norte de California. Pacific Gas and Electric informó que existían condiciones de alerta roja en 44 de los 49 condados de su área de servicio. Diecisiete incendios forestales separados fueron reportados en ese momento. Estos incendios incluyeron el Incendio Tubbs (que creció hasta convertirse en el incendio forestal más destructivo en la historia de California hasta ese momento; los incendios en 2018 fueron aún más destructivos) el Incendio Atlas, el Incendio Nuns y otros más.
Debido a las condiciones extremas, poco después de que se encendieran los incendios el 8 y 9 de octubre, rápidamente se convirtieron en incidentes extensos a gran escala que abarcaron desde 400 hectáreas (1,000 acres) hasta más de 8,100 hectáreas (20,000 acres), cada uno en un solo día. Para el 14 de octubre, los incendios habían quemado más de 210 000 acres (85 000 ha) y forzaron la evacuación de 90 000 personas. En total, los incendios del norte de California mataron a 44 personas y hospitalizaron al menos a otras 192 haciendo de este uno de los incendios forestales más letales que hubo en los Estados Unidos durante el siglo pasado.

## Tiempo
Días antes de los incendios forestales, el Departamento de Silvicultura y Protección contra Incendios de California (CAL FIRE) comenzó a emitir advertencias de alerta roja en gran parte del norte de California, ya que se esperaba que las condiciones llegaran a ser extremadamente volátiles, con vientos que oscilarían entre 25 y 35 millas por hora (40 a 56 km/h) de norte a sur. En la noche del 8 de octubre se informó que los vientos de Diablo soplaban con ráfagas de hasta 70 millas por hora (110 km/h) dentro de las áreas afectada cuando comenzaron a iniciarse más de una docena de incendios forestales.

## Impacto y reacción
Se cree que muchos de los muertos en los incendios murieron a última hora del 8 de octubre o a principios del 9 de octubre de 2017, cuando la mayoría de los incendios estallaron durante la noche. La mayoría de las víctimas eran ancianos, aunque las edades de las víctimas oscilaban entre los 14 y los 100 años.
El 9 de octubre, el gobernador de California, Jerry Brown, declaró el estado de emergencia para los condados de Napa, Sonoma, Yuba, Butte, Lake, Mendocino, Nevada y Orange, y envió una carta a la Casa Blanca solicitando una declaración de desastre mayor. El presidente Donald Trump aprobó la declaración de desastre el 10 de octubre Esa noche, el gobernador Brown emitió una declaración de emergencia para el condado de Solano Al inspeccionar la región, el representante del Quinto Distrito del Congreso de California, Mike Thompson, dijo: "Espero que este sea el peor desastre de incendios en la historia de California"
Más de 10.000 bomberos lucharon contra el incendio, utilizando más de 1.000 camiones de bomberos y otros equipos, con tripulaciones que llegaron desde lugares tan lejanos como Canadá y Australia. Pacific Gas and Electric Company (PG&E) informó que movilizó a 4.300 trabajadores para restaurar la energía También señaló que más de 350.000 clientes perdieron el servicio eléctrico y 42.000 perdieron el servicio de gas desde que comenzaron los incendios forestales el 8 de octubre. Para el 14 de octubre, PG&E había restaurado la electricidad al 92% y el servicio de gas a 16.800 de los clientes afectados